# Pattinaggio di figura ai XXII Giochi olimpici invernali
Le gare di pattinaggio di figura ai XXII Giochi olimpici invernali di Soči in Russia si sono svolte dal 6 al 21 febbraio 2014. Erano in programma cinque competizioni: i singoli maschile e femminile e tre prove miste (pattinaggio di figura a coppie, danza su ghiaccio e gara a squadre). La gara a squadre è presente per la prima volta ai Giochi olimpici. Il giorno 22 si è tenuta un'esibizione degli atleti in stile "gala", non valida per l'assegnazione di medaglie.

## Calendario
| Pattinaggio di figura ai XXII Giochi olimpici invernali | Pattinaggio di figura ai XXII Giochi olimpici invernali | Pattinaggio di figura ai XXII Giochi olimpici invernali | Pattinaggio di figura ai XXII Giochi olimpici invernali | Pattinaggio di figura ai XXII Giochi olimpici invernali | Pattinaggio di figura ai XXII Giochi olimpici invernali | Pattinaggio di figura ai XXII Giochi olimpici invernali | Pattinaggio di figura ai XXII Giochi olimpici invernali | Pattinaggio di figura ai XXII Giochi olimpici invernali | Pattinaggio di figura ai XXII Giochi olimpici invernali | Pattinaggio di figura ai XXII Giochi olimpici invernali | Pattinaggio di figura ai XXII Giochi olimpici invernali | Pattinaggio di figura ai XXII Giochi olimpici invernali | Pattinaggio di figura ai XXII Giochi olimpici invernali | Pattinaggio di figura ai XXII Giochi olimpici invernali | Pattinaggio di figura ai XXII Giochi olimpici invernali | Pattinaggio di figura ai XXII Giochi olimpici invernali | Pattinaggio di figura ai XXII Giochi olimpici invernali | Pattinaggio di figura ai XXII Giochi olimpici invernali | Pattinaggio di figura ai XXII Giochi olimpici invernali |
| Febbraio                                                | 6                                                       | 7                                                       | 8                                                       | 9                                                       | 10                                                      | 11                                                      | 12                                                      | 13                                                      | 14                                                      | 15                                                      | 16                                                      | 17                                                      | 18                                                      | 19                                                      | 20                                                      | 21                                                      | 22                                                      | Totale                                                  |                                                         |
| ------------------------------------------------------- | ------------------------------------------------------- | ------------------------------------------------------- | ------------------------------------------------------- | ------------------------------------------------------- | ------------------------------------------------------- | ------------------------------------------------------- | ------------------------------------------------------- | ------------------------------------------------------- | ------------------------------------------------------- | ------------------------------------------------------- | ------------------------------------------------------- | ------------------------------------------------------- | ------------------------------------------------------- | ------------------------------------------------------- | ------------------------------------------------------- | ------------------------------------------------------- | ------------------------------------------------------- | ------------------------------------------------------- | ------------------------------------------------------- |
| Uomini                                                  |                                                         |                                                         |                                                         |                                                         |                                                         |                                                         |                                                         |                                                         | Finale                                                  |                                                         |                                                         |                                                         |                                                         |                                                         |                                                         |                                                         | Gala                                                    | 1                                                       |                                                         |
| Donne                                                   |                                                         |                                                         |                                                         |                                                         |                                                         |                                                         |                                                         |                                                         |                                                         |                                                         |                                                         |                                                         |                                                         |                                                         | Finale                                                  |                                                         | Gala                                                    | 1                                                       |                                                         |
| Coppie                                                  |                                                         |                                                         |                                                         |                                                         |                                                         |                                                         | Finale                                                  |                                                         |                                                         |                                                         |                                                         |                                                         |                                                         |                                                         |                                                         |                                                         | Gala                                                    | 1                                                       |                                                         |
| Danza                                                   |                                                         |                                                         |                                                         |                                                         |                                                         |                                                         |                                                         |                                                         |                                                         |                                                         |                                                         | Finale                                                  |                                                         |                                                         |                                                         |                                                         | Gala                                                    | 1                                                       |                                                         |
| Squadre                                                 |                                                         |                                                         |                                                         | Finale                                                  |                                                         |                                                         |                                                         |                                                         |                                                         |                                                         |                                                         |                                                         |                                                         |                                                         |                                                         |                                                         |                                                         | 1                                                       |                                                         |
| Totale                                                  |                                                         |                                                         |                                                         | 1                                                       |                                                         |                                                         | 1                                                       |                                                         | 1                                                       |                                                         |                                                         | 1                                                       |                                                         |                                                         | 1                                                       |                                                         |                                                         | 5                                                       |                                                         |

## Podi

### Uomini

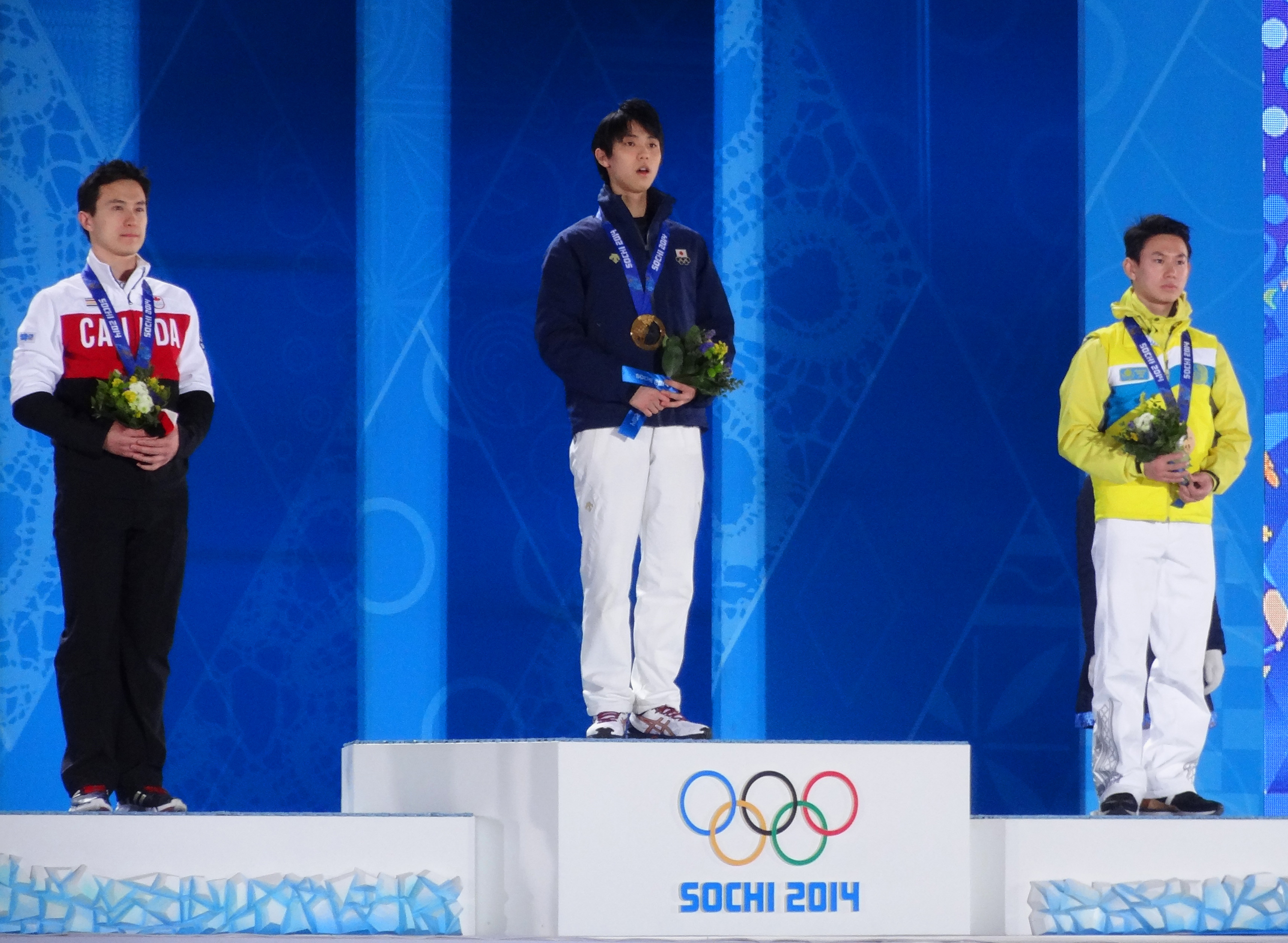
I primi tre classificati della gara maschile. Da sinistra Chan (argento), Hanyu (oro) e Ten (bronzo).

| Evento                                    | Oro          | Punteggio | Argento      | Punteggio | Bronzo    | Punteggio |
| Pattinaggio di figura maschile (dettagli) | Yuzuru Hanyū | 280,09    | Patrick Chan | 275,62    | Denïs Ten | 255,10    |

### Donne

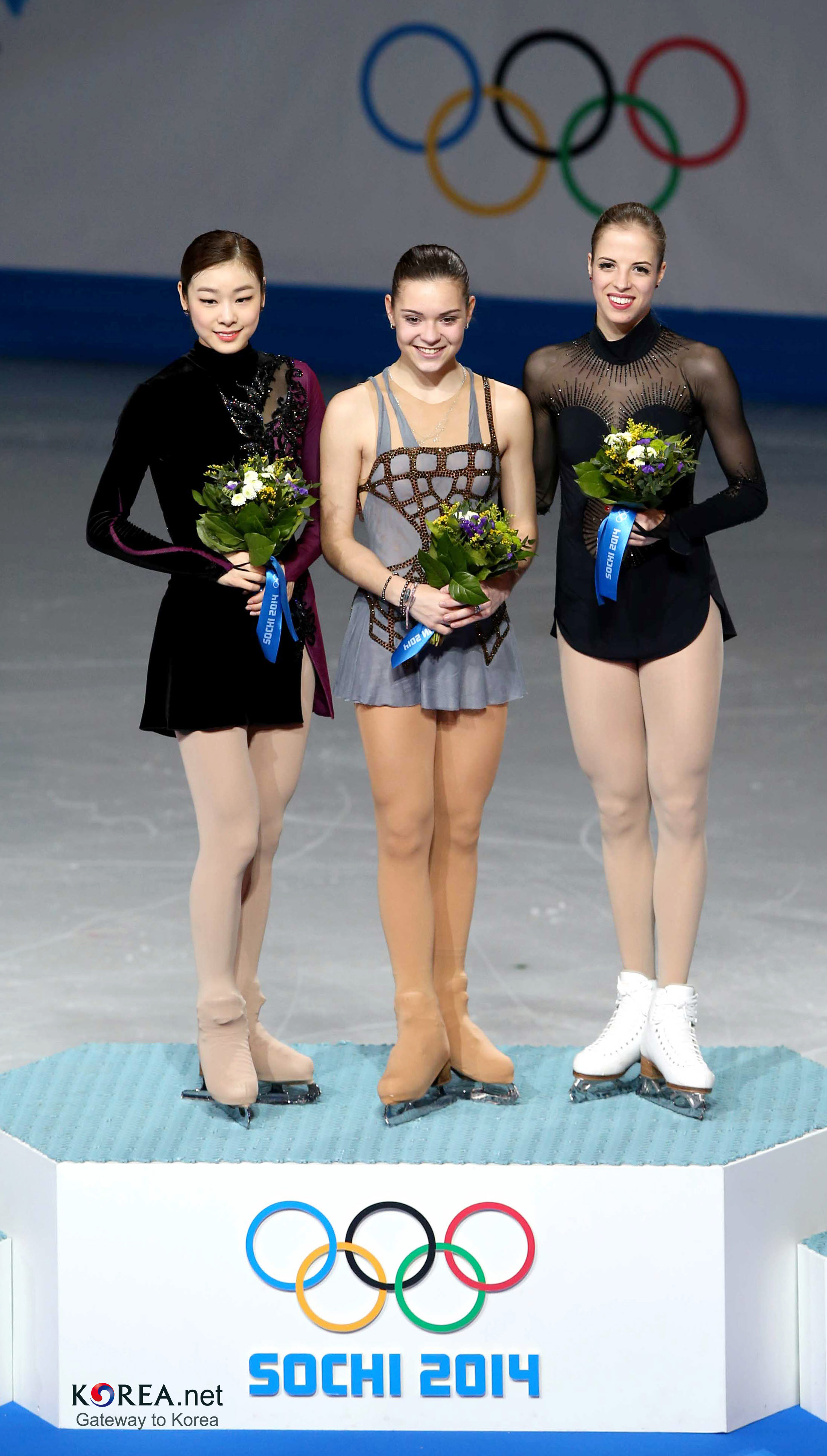
Il podio della gara femminile. Da sinistra Kim (argento), Sotnikova (oro) e Kostner (bronzo).

.
| Evento                                     | Oro               | Punteggio | Argento   | Punteggio | Bronzo           | Punteggio |
| Pattinaggio di figura femminile (dettagli) | Adelina Sotnikova | 224,59    | Kim Yu-Na | 219,11    | Carolina Kostner | 216,73    |

### Coppie
| Evento                                    | Oro                                       | Punteggio | Argento                              | Punteggio | Bronzo                                   | Punteggio |
| Pattinaggio di figura a coppie (dettagli) | Russia Tat'jana Volosožar Maksim Tran'kov | 236,86    | Russia Ksenija Stolbova Fëdor Klimov | 218,68    | Germania Aliona Savchenko Robin Szolkowy | 215,78    |
| Danza su ghiaccio (dettagli)              | Stati Uniti Meryl Davis Charlie White     | 195.52    | Canada Tessa Virtue Scott Moir       | 190.99    | Russia Elena Il'inych Nikita Kacalapov   | 183.48    |

### Gara a squadre
| Evento | Oro | Punteggio | Argento | Punteggio | Bronzo | Punteggio |
| Gara a squadre (dettagli) | Russia Evgenij Pljuščenko Julija Lipnickaja Ksenija Stolbova / Fëdor Klimov** Elena Il'inych / Nikita Kacalapov** Tat'jana Volosožar / Maksim Tran'kov* Ekaterina Bobrova / Dmitrij Solov'ëv* | 75        | Canada Kevin Reynolds** Kaetlyn Osmond Kirsten Moore-Towers / Dylan Moscovitch** Tessa Virtue / Scott Moir Patrick Chan* Meagan Duhamel / Eric Radford* | 65        | Stati Uniti Jason Brown** Gracie Gold** Marissa Castelli / Simon Shnapir Meryl Davis / Charlie White Jeremy Abbott* Ashley Wagner* | 60        |
| * Indica l'atleta o la coppia che ha gareggiato solo nel programma corto; ** Indica l'atleta o la coppia che ha gareggiato solo nel programma libero | |           | |           | |           |

## Medagliere
| Posizione | Paese         |   |   |   | Totale |
| --------- | ------------- | - | - | - | ------ |
| 1         | Russia        | 3 | 1 | 1 | 5      |
| 2         | Stati Uniti   | 1 | 0 | 1 | 2      |
| 3         | Giappone      | 1 | 0 | 0 | 1      |
| 4         | Corea del Sud | 0 | 1 | 0 | 1      |
| 5         | Canada        | 0 | 3 | 0 | 3      |
| 6         | Germania      | 0 | 0 | 1 | 1      |
| 6         | Italia        | 0 | 0 | 1 | 1      |
| 6         | Kazakistan    | 0 | 0 | 1 | 1      |
| Totale    | Totale        | 5 | 5 | 5 | 15     |